# Jacques Vallée
Jacques Vallée (ur. 24 września 1939) – pochodzący z Francji inwestor, informatyk, ufolog i były astronom. Obecnie mieszka w San Francisco w USA.

## Życie i kariera
Dr Vallée urodził się we francuskim miasteczku Pontoise. Studiował matematykę na Sorbonie i tam też obronił tytuł licencjata. Na uniwersytecie w Lille otrzymał tytuł magistra astrofizyki. Karierę zawodową rozpoczął w 1962 roku jako astronom w Obserwatorium Paryskim (fr. Observatoire de Paris albo Observatoire de Paris-Meudon). Za swoją pierwszą powieść science fiction (napisaną w języku francuskim) otrzymał nagrodę im. Juliusza Verne’a.
W 1962 roku przyjechał do USA i zaczął pracę jako astronom na Uniwersytecie Teksańskim w Austin. W Obserwatorium im. MacDonalda należącym do UT pracował nad pierwszym dotyczącym szczegółowej mapy planety Mars projektem NASA.
W 1967 roku Valée obronił doktorat z informatyki na Uniwersytecie Northwestern. W niezależnej, niedochodowej organizacji Institude for the Future w latach 1972–1976 kierował projektem NSF-u, amerykańskiej rządowej agencji wspierającej rozwój nauki, dotyczącym sieci komputerowych. W trakcie tego projektu opracowano Planning Network (PLANET) – pierwszy system konferencyjny działający w sieci komputerowej ARPANET na wiele lat przed utworzeniem Internetu.
Zasiadał również w Państwowym Komitecie Doradczym Wydziału Inżynierii Uniwersytetu Michigan i był zaangażowany we wczesne prace nad sztuczną inteligencją.
Dr Valée napisał cztery książki o zaawansowanej technologii w tym nie przetłumaczone na język polski Computer Message Systems, Electronic Meetings, The Network Revolution i The Heart of the Internet.
Przez wiele lat wraz ze swym mentorem, astronomem Josefem Allenem Hynekiem, dr Valée badał dokładnie sprawę UFO i stał się żywym przykładem dla postaci zagranej przez François Truffauta w filmie Stevena Spielberga Bliskie spotkania trzeciego stopnia.
Dzięki swoim badaniom nad UFO podróżował po całym świecie. Jako jeden z szanowanych ekspertów w dziedzinie UFO Valée napisał kilka poważanych w środowisku, naukowych książek na ten temat.
Obecnie jest zaangażowany w przedsięwzięcie SBV Ventures (Sigefi, Burnette & Vallee), czyli funduszu wysokiego ryzyka (venture capital). Jako jeden z głównych partnerów SBV Ventures, wraz z drugim partnerem, Grahamem Burnettem, są we wczesnej fazie tworzenia drugiego funduszu venture capital.

## Inwestycje z kapitałem wysokiego ryzyka
Dr Valée jest inwestorem od 1982 roku. Jest współzałożycielem czterech funduszy kapitałowych wysokiego ryzyka, szczególnie wiele pracy włożył w europejsko-amerykańskie porozumienie spółek inwestycyjnych specjalizujących się w inwestowaniu w zaawansowane technologie. Jako partner generalny w tych funduszach poprowadził wczesne stadium inwestycji w ponad 60 startupów, z czego 18 zaistniało na rynku. Przykładami mogą być firmy notowane na pozagiełdowym rynku akcji NASDAQ takie jak: Accuray Systems – firma opracowująca roboty pomagające w chirurgicznych operacjach, Electronics for Imaging, Harmonic Lightwaves, czy też firmy przejęte jak Sangstat Medical specjalizująca się w terapiach transplantologicznych przejęta przez Genzyme, Merkury Interactive zajmująca się testowaniem oprogramowań przejęta przez HP w 2006 roku, Class Data Systems przejęta przez Cisco, Ubique przejęta przez AOL, Mobilian przejęty przez Intela oraz Nanogram Devices, producent baterii wytwarzanych przy użyciu nanotechnologii, przejęty przez Greatbatch.

## Badania nad UFO i praca naukowa
Vallée po raz pierwszy zauważył niezidentyfikowany obiekt latający (UFO) nad swoim domem w Pontoise w maju 1955 roku. Sześć lat później, w 1961 roku, pracując dla Francuskiego Komitetu Przestrzeni Kosmicznej, Vallée był świadkiem zniszczenia taśm rejestrujących nieznane obiekty krążące wokół Ziemi. Te wydarzenia przyczyniły się do jego wieloletniej fascynacji zjawiskiem UFO.
W połowie lat 60., podobnie jak inni naukowcy badający sprawę UFO, Vallée dążył do uwierzytelnienia Hipotezy o Istnieniu Życia Pozaziemskiego (ETH). Badacz Jerome Clark utrzymywał wówczas, że dwie pierwsze książki Vallée na temat UFO, stanowią najbardziej wysublimowaną naukową obronę hipotezy ETH.
Jednak do roku 1969 poglądy Vallée uległy zmianie. On sam przyznał publicznie, że hipoteza ETH jest mocno zawężona i pomija wiele istotnych danych. Vallée rozpoczął badania nad relacjami między UFO a sektami, religią, aniołami, spirytyzmem, kryptozoologią i parapsychologią. Powyższe powiązania zostały po raz pierwszy opisane w trzeciej książce Vallée Passport to Magonia: From Folklore to Flying Saucers. (Paszport do Magonii: Od folkloru do latających talerzy)
Jako alternatywę dla hipotezy mówiącej o nawiedzaniu Ziemi przez istoty pozaziemskie, Vallée wysunął hipotezę wielowymiarowości tych zjawisk. Jest ona w pewnym stopniu rozszerzeniem hipotezy ETH, jednak według nowej teorii rzekome istoty pozaziemskie mogą pochodzić zewsząd, niekoniecznie z kosmosu. Mogą one funkcjonować poza czasoprzestrzenią, w innych wymiarach, a zatem koegzystować z ludźmi, pozostając niezauważalnymi.
Przeciwstawiająca się popularnej hipotezie ETH teoria Vallée została chłodno przyjęta przez amerykańskich ufologów, skutkiem czego zaczęto postrzegać go jako wyrzutka. Istotnie, Vallée sam siebie określa jako „heretyka pośród heretyków”.
Swe poglądy i sprzeciw wobec hipotezy ETH, Vallée podsumował w swojej kolejnej pracy, Five Arguments Against the Extraterrestrial Origin of Unidentified Flying Objects (Pięć argumentów przeciwko pozaziemskiemu pochodzeniu UFO), opublikowanej w Journal of Scientific Exploration (dzienniku badań naukowych) w 1990 roku.
„Opinia naukowa ogólnie rzecz biorąc podąża za opinią publiczną w przekonaniu, że UFO albo nie istnieje (hipoteza zjawisk naturalnych), albo, jeśli istnieje, jest dowodem nawiedzania Ziemi przez przedstawicieli wysoko rozwiniętych gatunków istot pozaziemskich (hipoteza ETH). Z punktu widzenia autora, badanie nad UFO nie może być ograniczone przez te dwie alternatywy. Wręcz przeciwnie, już sama kumulacja danych wykazuje wiele możliwych wzorów rozwiązań, często wskazujących na to, że UFO istnieje, stanowi nieznane dotąd zjawisko, a znane fakty nie potwierdzają powszechnego przekonania o kosmicznych korzeniach „kosmicznych przybyszów”. Pięć wyszczególnionych poniżej argumentów neguje założenia hipotezy ETH:
- Niewyjaśnionych, bliskich spotkań z UFO jest znacznie więcej, niż potrzeba by było do zaakceptowania istnienia jakiegokolwiek innego zjawiska, nad którym byłyby prowadzone badania
- Zbliżona do ludzkiej budowa ciała rzekomych „kosmitów” zdaje się nie potwierdzać ich pozaziemskiego pochodzenia, i nie jest biologicznie przystosowana do podróży kosmicznych
- Tysiące raportów odnośnie do uprowadzeń ludzi przez UFO zaprzecza hipotezie genetycznych i naukowych eksperymentów przeprowadzanych na ludziach przez osobników obcych, wysoko rozwiniętych gatunków
- Zasięg zjawisk opisanych w historii ludzkości świadczy o tym, że UFO nie jest odkryciem współczesnym
- Rzeczywista zdolność UFO do manipulowania czasem i przestrzenią wskazuje na liczne, bardziej radykalne alternatywy.

## Filmy
W filmie Stevena Spielberga Bliskie spotkania trzeciego stopnia Vallée służył jako wzór do stworzenia postaci francuskiego naukowca Lacombe'a (François Truffaut).
W 1979 Robert Emenegger i Alan Sandler rozszerzyli swój dokument z 1974 roku UFOs, Past, Present and Future (UFO: Przeszłość, teraźniejszość, przyszłość. przyp. tłum.) o materiał z 1979, do którego głosu użyczył Jacques Vallée. Rozszerzona wersja nosi tytuł UFO: It Has Begun (UFO: Zaczęło się. przyp. tłum.).
Jacques Vallee próbował zainteresować Spielberga alternatywnym wyjaśnieniem tego zjawiska. W wywiadzie dla Conspire.com Vallée powiedział „Mówiłem mu, że cała sprawa może być jeszcze bardziej interesująca, jeśli nie chodzi o istoty pozaziemskie. Odpowiedział, że prawdopodobnie mam rację, ale nie tego oczekuje publika. To jest Hollywood i chcę dać ludziom to czego oczekują.” – Mack White.

## Dowody istnienia UFO w interpretacji Vallée
Vallée uważa, że istnieje prawdziwe zjawisko UFO związane z inną niż ludzka formą świadomości, kontrolującą czas i przestrzeń. Zjawisko to było obecne przez całą historię ludzkości i przybierało różne formy w różnych kulturach. Według niego, forma inteligencji odpowiedzialna za to zjawisko próbuje ingerować w stosunki społeczne, używając podstępu w kontaktach z ludźmi.
Vallée przedstawia również inny aspekt zjawiska UFO, którym jest manipulacja ludźmi przez ludzi. Świadkowie tego zjawiska poddani są starannie zaplanowanej manipulacji, która ma na celu skłonić ludzi, aby uwierzyli w ingerencję istot pozaziemskich. Motywem takiego podstępu jest prawdopodobnie chęć przemiany ludzkiej społeczności, załamania przestarzałych wierzeń i zapoczątkowanie nowych. Vallée nie jest w stanie powiedzieć, kto lub co za tym stoi, a tylko, że dowody, jeśli je dokładnie przeanalizować, świadczą o ukrytym planie omamienia ludzkości za pomocą psychotronicznej technologii. Jest mało prawdopodobne aby, jak się powszechnie twierdzi, rządy ukrywały dowody istnienia istot pozaziemskich. Co więcej, jest bardzo prawdopodobne, że autorzy spisku chcą, abyśmy tak właśnie myśleli. Vallée uważa, że cała sprawa jest dodatkowo komplikowana przez science fiction i ludzi o wątpliwej wiarygodności. Opowiada się za większym udziałem nauki w badaniach i debacie o UFO, gdyż według niego tylko w ten sposób można odkryć prawdziwą naturę tego zjawiska.

## Vallée i jego opinia na temat badań UFO
Vallée jest zwykle bardzo krytyczny w stosunku do badaczy UFO, zarówno do entuzjastów, jak i do sceptyków, twierdząc, że poziom badań, który uznaje się za dopuszczalny w dziedzinie UFO, w innych dziedzinach byłby uznany za powierzchowny i niedbały. Znajduje on także w tych badaniach liczne błędy logiczne i metodologiczne, jednak w odróżnieniu od wielu innych krytyków, jego opinie na temat badań UFO nie są ani protekcjonalne, ani pogardliwe. Vallée podkreśla tylko, że oczekuje nauki na dobrym poziomie.

## Zagadnienia subkultur ufologicznych
Praca z 1975 roku autorstwa Vallée, Messengers of Deception (Posłańcy spisku, przyp. tłum.) jest uznawana za ważną rozprawę socjologiczną, ponieważ dotyczy ona ludzi, którzy doświadczyli kontaktu z UFO oraz związanych z tym wierzeń, a to wszystko zestawione jest ze zjawiskiem UFO samym w sobie. Vallée wyraża zaniepokojenie z powodu poglądów, często despotycznych, wyrażanych przez wielu ludzi, którzy mieli kontakt z UFO. Wśród grup zrzeszających takich ludzi jest powstający ruch Raelian oraz rodzaj sekty popełniającej masowe samobójstwa, Heaven's Gate (Brama nieba), przed którą Vallée ostrzegał mówiąc „ryzykujecie tylko własne życie!”.

## Książki
Finanse
- Jacques Vallée: (Styczeń 2001 r.). Four Elements of Financial Alchemy: A New Formula for Personal Prosperity (przyp. tłum.: Cztery Elementy Alchemii Finansowej: Nowa Formuła Dobrobytu Osobistego), 1. edycja (książka w miękkiej oprawie), Ten Speed Press, 195 str. ISBN 1-58008-218-1

Powieści
- Jacques Vallée: Tormé, Tracy (Czerwiec 1996 r.). Fastwalker, (powieść w miękkiej oprawie), Berkeley, Kalifornia, U.S.A.: Wydana przez:. Frog Ltd., 220 str. ISBN 1-883319-43-9.
- Jacques Vallée: (Styczeń 2006 r.). Stratagème, (powieść w miękkiej oprawie po francusku). 256 str. ISBN 2-84187-777-9.
- Jacques Vallée: (Lipiec 2007 r.). Stratagem, (powieść w twardej oprawie po angielsku), 220 str. ISBN 978-0-615-15642-2.

Jacques Vallée napisał również cztery powieści fantastyczno-naukowe, dwie z nich pod pseudonimem Jérôme Sériel:
- Le Sub-Espace [Sub-Space przyp. tłum. Pod-Przestrzeń)] (1961 r.)
- Le Satellite Sombre [The Dark Satellite przyp. tłum.: Ciemna Satelita] (1963 r.)
- Alintel (jako Jacques Vallée) (1986 r.) (podstawy do stworzenia powieści Fastwalker)
- La Mémoire de Markov (Wspomnienia Markova, jako Jacques Vallée)

Książki techniczne
- (Sierpień 1984 r.) Systemy Wiadomości Komputerowych, (w twardej oprawie), wydanie: New York: McGraw-Hill (Data Communications Book Series), 163 str. ISBN 0-07-051031-8.
- Robert Johansen; Vallée, Jacques I Spangler, Kathi (Lipiec 1979 r.). Electronic Meetings: Technical Alternatives (przyp.tłum.: Spotkania Elektroniczne: Technologiczne Alternatywy), 1. wydanie w twardej okładce (Addison-Wesley Series on Decision Support/przyp.tłum.: Seria Addison-Wesley-Decyzja o Wsparciu), wyd.: Addison-Wesley Publ. Co., Inc., 244 str. ISBN 0-201-03478-6.
- The Network Revolution (Rewolucja w Sieci)
- The Heart of the Internet (Serce Internetu)

Książki o UFO
- (Styczeń 1965 r.) Anatomy of a phenomenon: unidentified objects in space – a scientific appraisal (Anatomia Fenomenu: niezidentyfikowane obiekty w kosmosie – naukowa ocena), (1. wydanie w twardej oprawie), wyd.: NTC/Contemporary Publishing. ISBN 0-8092-9888-0. Wznowienie wydania: (kwiecień 1987 r.) UFO's In Space: Anatomy of A Phenomenon (UFO w Kosmosie: Anatomia fenomenu), wznowienie wydania w miękkiej oprawie, wyd.: Ballantine Books, 284 pp. ISBN 0-345-34437-5.
- Challenge to Science: The UFO Enigma – with Janine Vallée (1966)
- (1969 r.) Passport to Magonia: From Folklore to Flying Saucers (Paszport do Magonii: Od folkloru do latających talerzy). Chicago, IL, U.S.A.: wyd. Henry Regnery Co.
- (1975 r.) The Invisible College: What a Group of Scientists Has Discovered About UFO Influences on the Human Race (Odkrycie Naukowców o Wpływie UFO na Gatunek Ludzki), 1. wydanie.
- The Edge of Reality (Na krawędzi rzeczywistości) – Jacques Vallée i dr. J. Allen Hynek (1975 r.)
- (Czerwiec 1979 r.) Messengers of Deception: UFO Contacts and Cults (Wysłannicy kłamstwa: kontakty z UFO), wydanie w twardej oprawie, wyd.: Ronin Publ., 243 str. ISBN 0-915904-38-1.
- (Kwiecień 1988 r.) Dimensions: A Casebook of Alien Contact ( Inny wymiar: Podręcznik o Dialogu z Obcymi), 1. wydanie, wyd.: Contemporary Books, 304 str. ISBN 0-8092-4586-8.
- (Marzec 1990 r.) Confrontations – A Scientist's Search for Alien Contact (Konfrontacje-naukowcy poszukują kontaktu z obcymi), 1. wydanie, wyd.: Ballantine Books, 263 str. Wydanie w twardej oprawie. ISBN 0-345-36453-8.
- (Wrzesień 1991 r.) Revelations : Alien Contact and Human Deception, 1. wydanie, wyd.: Ballantine Books, 273 str. Wydanie w twardej oprawie. ISBN 0-345-37172-0.
- UFO Chronicles of the Soviet Union : A Cosmic Samizdat ( Kroniki UFO o Związku Radzieckim: kosmiczne porozumiewanie) 1992 r.
- Forbidden Science: Journals (Zakazana nauka: dzienniki), 1957-1969 r. (1992 r.)

## Prace naukowe
- Jacques Vallée, Five Arguments Against the Extraterrestrial Origin of Unidentified Flying Objects.
- Jacques Vallée, Estimates of Optical Power Output in Six Cases of Unexplained Aerial Objects with Defined Luminosity Characteristics.
- Jacques Vallée, Physical Analyses in Ten Cases of Unexplained Aerial Objects with Material Samples.
- Jacques Vallée, Report from the Field: Scientific Issues in the UFO Phenomenon.
- Jacques Vallée, Crop Circles: “Signs” From Above or Human Artifacts?.
- Jacques Vallée, Are UFO Events related to Sidereal Time – Arguments against a proposed correlation.

## Prezentacje filmowe
UFOs: It Has Begun (1979)